# 平野俊一
平野 俊一（ひらの しゅんいち、1972年 - ）は、TBSテレビコンテンツ制作局ドラマ制作部部次長所属の日本の演出家、映画監督。島根県出身。

## 経歴
島根県立出雲高等学校を経て早稲田大学第一文学部演劇専修卒業後、TBS入社。1999年ディレクターとしてデビュー。2003年『ブラックジャックによろしく』を手掛け、以後『逃亡者 RUNAWAY』、『輪舞曲』、『ブラッディ・マンデイ』などを演出する。本人いわく「本当はストレートにヒューマンドラマ、青春ドラマ、ラブストーリーが好き」とのこと。また、『Summer Snow』と『GOOD LUCK!!』ではザテレビジョン・ドラマアカデミー賞のタイトルバック賞を受賞している。（ブラックジャックによろしく・官僚たちの夏では同・監督賞も受賞）。
近年は島根出身の映画監督・錦織良成の呼びかけで、「島根映画祭」や「劇団いずも」の活動にも参加している。

## 人物
- ニックネームは「FD」。命名は先輩ディレクターの福澤克雄らしい。

- 高校時代はラグビー部に所属、第69回全国高等学校ラグビーフットボール大会（花園）に出場経験がある。また家庭教師のトライのCMで落書きされていた同社の取締役・森山真有は高校時代の同級生である。

## 作品

### テレビドラマ
- コワイ童話「ラプンツェル」（1999年）
- Summer Snow（2000年）
- 白い影（2001年）
- ガッコの先生（2001年）
- 世界で一番熱い夏（2001年）
- ぼくが地球を救う（2001年）
- ママの遺伝子（2002年）
- 夢のカリフォルニア（2002年）
- ケータイ刑事 銭形愛（2002年）
- エ・アロール それがどうしたの（2003年）
- ブラックジャックによろしく（2003年）
- GOOD LUCK!!（2003年）
- 逃亡者 RUNAWAY（2004年）
- ホームドラマ! （2004年）
- いま、会いにゆきます（2005年）
- 太宰治物語（2005年）
- クロサギ（2006年）
- 輪舞曲（2006年）
- 特急田中3号（2007年）
- ジョシデカ!-女子刑事-（2007年）
- エジソンの母（2008年）
- ケータイ刑事 銭形海サードシリーズ（BS-i、2008年）
- ブラッディ・マンデイ（2008年・2010年）
- 官僚たちの夏（2009年）
- 新参者（2010年）
- LADY〜最後の犯罪プロファイル〜（2011年）
- シマシマ（2011年・企画）
- 美男ですね（2011年）
- ブラックボード〜時代と戦った教師たち〜（2012年）
- S -最後の警官-（2014年）
- アリスの棘（2014年）
- ナポレオンの村（2015年）
- 家族ノカタチ（2016年）
- 砂の塔〜知りすぎた隣人（2016年）
- カンナさーん!（2017年）
- あなたには帰る家がある（2018年）
- インハンド（2019年）
- ノーサイド・ゲーム（2019年）
- 病室で念仏を唱えないでください（2020年）
- おカネの切れ目が恋のはじまり（2020年）
- TOKYO MER〜走る緊急救命室〜（2021年）
- 日本沈没-希望のひと-（2021年）
- マイファミリー（2022年）
- クロサギ（2022年）
- ラストマン-全盲の捜査官-（2023年）
- フェルマーの料理 (2023年)

### 映画
- 怪談新耳袋 劇場版「ヒサオ」（2004年）
- 東京少年（2008年）
- S-最後の警官- 奪還 RECOVERY OF OUR FUTURE（2015年）
- 映画ラストマン -FIRST LOVE- (2025年)

## 出演
- ケータイ刑事 銭形零セカンドシリーズ「演技が出来ずして演出が出来るか! 〜連続監督殺人事件〜」（BS-i、2005年）  - 本人役